# Hymn (album)
Hymn är ett musikalbum av Anders Widmark som kom ut år 2004. Albumet innehåller pianoimprovisationer över traditionella koraler. Musiken som framförs är framför allt hämtad från 1500-talet och är en uppföljare till albumet "Psalmer".

## Låtlista
1. Din nåd står vakt omkring mitt hus (Johann Sebastian Bach) – 3:52
2. Beklaga av allt sinne (trad) – 2:48
3. Vakna upp! En stämma bjuder (Philipp Nicolai) – 3:10
4. På dig jag hoppas, Herre kär (trad) – 2:44
5. I dödens bojor Kristus låg (Wittenberg) – 3:04
6. Bort med tanken, sorgsna hjärta (Loys Bourgeois) – 2:11
7. Din klara sol går åter opp [version 1] (trad) – 3:35
8. Jesus, du min glädje (Johann Crüger) – 2:10
9. Fantasi över "Din nåd står vakt omkring mitt hus" (Anders Widmark) – 1:36
10. Min själ skall lova Herran (trad) – 2:54
11. Jesus Kristus är vår hälsa (Hans Kugelmann) – 3:53
12. O min Jesu, dit du gått (trad) – 2:37
13. Din klara sol går åter upp [version 2] (trad) – 2:15
14. Fantasi över "O min jesu, dit du gått" (Anders Widmark) – 0:30
15. Fantasi över "På dig jag hoppas, Herre kär" (Anders Widmark) – 1:19
16. Din nåd står vakt omkring mitt hus [version 2] (trad) – 4:02

## Medverkande
- Anders Widmark – piano

## Listplaceringar
| Lista (2004) | Topplacering |
| ------------ | ------------ |
| Sverige      | 34           |